# Gadencourt
Gadencourt is een gemeente in het Franse departement Eure (regio Normandië) en telt 343 inwoners (1999). De plaats maakt deel uit van het arrondissement Évreux.

## Geografie
De oppervlakte van Gadencourt bedraagt 3,9 km², de bevolkingsdichtheid is 87,9 inwoners per km².
De onderstaande kaart toont de ligging van Gadencourt met de belangrijkste infrastructuur en aangrenzende gemeenten.

## Demografie
Onderstaande figuur toont het verloop van het inwonertal (bron: INSEE-tellingen).